# Bautismo por los muertos

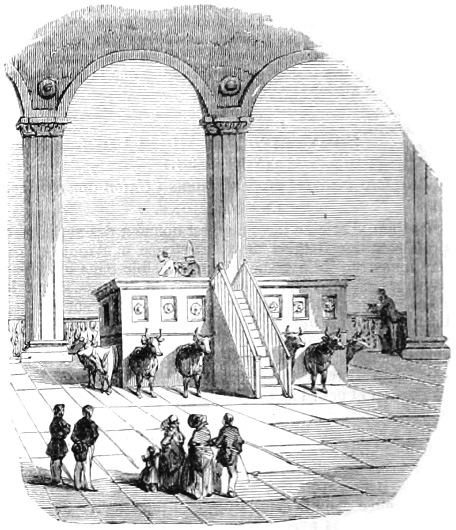
Ilustración de 1850 de la representación de un artista del baptisterio sostenida por 12 bueyes en el Templo de Nauvoo, el primer templo SUD en donde se realizara el bautismo por los muertos.

El bautismo por los muertos o bautismo vicario se refiere comúnmente a la práctica religiosa de bautizar a una persona viva en nombre de otra que haya fallecido.
El bautismo por los muertos es una doctrina fundamental del Movimiento de los Santos de los Últimos Días, practicado desde el año 1840. Actualmente solo lo enseña y practica La Iglesia de Jesucristo de los Santos de los Últimos Días (Iglesia SUD), donde se realiza exclusivamente en templos dedicados para ello. Quienes practican este rito ven el bautismo como un requisito esencial para entrar en el Reino de Dios y, por lo tanto, practican el bautismo por los muertos para ofrecerlo de manera vicaria a quienes fallecieron sin la oportunidad de recibirlo. La Iglesia SUD enseña que los muertos que reciben  estos bautismos realizados en su nombre pueden optar por aceptarlos o rechazarlos.
El «bautismo por los muertos» se menciona en un versículo del Nuevo Testamento (1 Corintios 15:29), aunque el significado de esa frase es objeto de debate entre los eruditos bíblicos, pues el texto no permite aclarar si Pablo aprobaba dicha práctica o si sólo la menciona como una práctica habitual de los primeros cristianos. El antiguo heresiólogo Epifanio de Salamina (Panarion 28) y Crisóstomo (Homilías 40) atribuyeron la práctica, respectivamente, a los cerintos y a los marcionitas, a quienes identificaron como grupos heréticos gnósticos. En cambio, el anónimo autor del Ambrosiaster y Tertuliano afirman que la práctica era legítima. El bautismo por los muertos fue prohibido por los Concilios de Cartago de finales del siglo IV y, por lo tanto, no se practica en la corriente principal del cristianismo moderno, es decir, en las Iglesias ortodoxa, ortodoxa oriental, católica o protestante.

## Tradiciones

### La Iglesia de Jesucristo de los Santos de los Últimos Días
En la cultura de La Iglesia de Jesucristo de los Santos de los Últimos Días, una persona viva, actuando como apoderado, es bautizada por inmersión en nombre de una persona fallecida del mismo sexo. El bautismo por los muertos es un rito religioso que se realiza solo en los templos y se basa en la creencia de que es necesario estar bautizado para entrar en el Reino de Dios.: 86–87 

### Comunidad de Cristo
Algunos miembros de la Comunidad de Cristo (anteriormente conocida como Iglesia Reorganizada de Jesucristo de los Santos de los Últimos Días) también eran partidarios del bautismo por los muertos, pero esta organización nunca aprobó oficialmente esta doctrina por considerarla una práctica muy controvertida. En una conferencia mundial de la iglesia en 1970, se eliminaron como secciones propias una revelación y dos cartas escritas por Joseph Smith relacionadas con el bautismo por los muertos y se colocaron en el apéndice de Doctrina y Convenios. En la conferencia mundial de 1990, los tres documentos se eliminaron por completo del canon de las escrituras de esta Iglesia.

### Otras ramas SUD
En el movimiento de las Ramas de la Restauración, que se separó de la Comunidad de Cristo en la década de 1980, la cuestión del bautismo por los muertos está sin resolver. Muchos seguidores rechazan por completo la validez de este rito. Otros lo consideran un rito legítimo, pero consideran que Dios ya no les permite realizarlo porque los Santos de los Últimos Días no completaron el Templo de Nauvoo dentro del plazo especificado.
Otras ramas del Movimiento de los Santos de los Últimos Días que aceptan el bautismo por los muertos son la Iglesia de Jesucristo de los Santos de los Últimos Días (Strangita), la Iglesia de Jesucristo (Cutlerita) y la Rama Justa de la Iglesia de Jesucristo de los Santos de los Últimos Días.

### Otras iglesias cristianas
Como parte de sus sacramentos, la iglesia nueva apostólica (INA) y la iglesia vieja apostólica también practican el bautismo por los muertos, así como la comunión y el sellamiento a los difuntos. En esta práctica se bautiza a un apoderado o sustituto en lugar de un número indeterminado de personas fallecidas. Según la doctrina de la INA el fallecido no ingresa al cuerpo del suplente y no es considerado un acto de espiritismo. La ceremonia se celebra en público tres veces al año.

## Historia
Craig L. Blomberg, erudito del Nuevo Testamento, afirma que en la iglesia cristiana primitiva se hablaba de grupos gnósticos del siglo II en los que se bautizaba a uno de sus miembros en nombre de otro que hubiera fallecido. En un registro compilado por John A. Tvedtnes dice que en la iglesia cristiana primitiva el bautismo por los muertos fue realizado por la iglesia hasta que fue prohibido por el sexto canon del Concilio de Cartago (397). Algunas de las sectas más pequeñas, sin embargo, continuaron la práctica desde entonces. No se da el texto de ese canon, que, si se incluye en lo que se ha llamado el Código de Cánones de la Iglesia Africana como "Canon 18", dice: "También me pareció bien que la Eucaristía no se diera a los cuerpos de los muertos. Porque está escrito: 'Toma, come', pero los cuerpos de los muertos no pueden 'tomar' ni 'comer'. Ni que la ignorancia de los presbíteros bautice a los muertos." El rito bautismal por los fallecidos continuó entre grupos como los marcionitas, montanistas, y novacianos mientras que otros grupos cristianos adoptaron la prohibición hecha por la iglesia dominante. Juan Crisóstomo (c. 347-407) atribuye burlonamente a los marcionitas de finales del siglo IV una práctica similar: si uno de sus seguidores a quien estaban preparando para el bautismo moría antes de recibirlo, se le preguntaba al cadáver si deseaba ser bautizado; otro miembro respondía entonces afirmativamente y era bautizado en nombre del difunto.
Epifanio de Salamina (310(320)-403 d. C.) informó que había oído decir que, entre los seguidores de Cerinto, si uno de ellos moría antes del bautismo, otro se bautizaba en el nombre de esa persona:

En este país, me refiero a Asia, e incluso en Galacia, su escuela floreció eminentemente y una práctica tradicional concerniente a ellos ha llegado hasta nosotros, que cuando alguno de ellos muere sin haber sido bautizado, solían bautizar a otros en su nombre, no sea que en la resurrección sufra el castigo por no haber sido bautizado (Herejías 8:7)
Epifanio de Salamina

La práctica supersticiosa de bautizar cadáveres (bautismo de los muertos) estaba poco extendida en la antigüedad. La iglesia cristiana en Ucrania predicaba la necesidad de alcanzar el bautismo en esta vida o en la siguiente sin dar mayor detalle de cómo celebrar el rito en la vida posmortal.: 105  John A. Tvedtnes aplica el término "bautismo por los muertos", una divergencia semántica que se origina por la interpretación de la preposición ὑπέρ, usada por Pablo en su epístola a los Corintios, bien que sea traducido a "en lugar de" los muertos o a "por causa de" los muertos.: 223  Esta decisión fue confirmada, dice Tvedtnes, cuatro años después, en el año 397 en el Canon 6 del tercer Concilio de Cartago. Estas resoluciones indican que algunos cristianos practicaban el bautismo vicario:: 224 

Que el bautismo por los muertos se practicaba de hecho en algunos círculos cristianos ortodoxos está indicado por las decisiones de dos concilios de finales del siglo IV. El cuarto canon del Sínodo de Hipona, celebrado en 393, declara: "La Eucaristía no se dará a los cadáveres, ni el bautismo será conferido sobre ellos".
John A. Tvedtnes

Algunos bautismos por los muertos se han celebrado con el cadáver presente. Yaroslav I el Sabio, Gran Duque de Kiev, hizo el rito de esta manera para dos de sus tíos fallecidos sin bautismo, llevando a los difuntos exhumados a la iglesia para sus ritos bautismales.: 104 

## Exegesis
La raíz de la palabra bautismo tiene varios significados y usos.: 41  La literatura griega usa el verbo casi exclusivamente para denotar inmersión. El historiador Flavio Josefo relata que Herodes ordenó el bautismo de su enemigo Aristobulus y que durante el rito de inmersión lo ahogasen.: 42  Otros textos pudieron tener otros significados. El verbo griego en la frase usada por Pablo "bautizan por los muertos" en 1 de Corintios es βαπτισμός (baptizein), que en el griego judío tiene una referencia más amplia que simple "inmersión", y se aplica principalmente al sustantivo masculino "baptismo" o "lavado ritual". El verbo aparece de esta manera cuatro veces en la biblia griega en el contexto de un lavado ritual: Judith lavándose de la impureza menstrual, Naamán lavándose siete veces para ser limpiado de la lepra, etc. Por otra parte, en el Nuevo Testamento, el verbo baptizein también puede relacionarse con el sustantivo neutral "baptisma", un concepto nuevo y desconocido en la biblia griega así como en otros textos judíos precristianos. Esta amplitud en el significado de baptizein se refleja en las Biblias en español, que traducen "lavar", donde se hace referencia al lavado ritual judío (por ejemplo, en Marcos 7:4 se dice que los fariseos "si no se lavan (griego "bautizar"), no comen") y "bautizar" cuando se refiere al baptisma, que es el nuevo rito cristiano. El antiguo uso de baptizein en el lavado ritual es relevante en el contexto de ciertos funerales, por ejemplo, ya que cualquier judío que entre en contacto con un cadáver debe realizar este lavado ritual. Durante el período del Segundo Templo y el comienzo del judaísmo rabínico, se expandieron y ampliaron las regulaciones referidas al "lavado ritual" (nombre masculino griego baptismo), documentadas en el tratado Yadayim del Halajá y en los Manuscritos del Mar Muerto.

### 1 Corintios 15:29
En el contexto de insistir en que "en Cristo todos serán vivificados ... Cristo, las primicias; luego los que son de Cristo", Pablo escribió en 1 Corintios 15:29: "De otro modo, ¿qué harán los que se bautizan por los muertos, si los muertos no resucitan? ¿Por qué, pues, se bautizan por los muertos?" El tema del versículo no es el bautismo de los muertos sino la resurrección de los muertos, un tema ampliamente debatido entre los Corintios.: 87  Se han expresado diferentes puntos de vista sobre el significado de la frase "bautizados por los muertos" y sobre si Pablo dio su aprobación a la práctica. En el versículo Pablo se refiere a una práctica existente en algunos grupos pero en el capítulo, ni aprueba ni condena el rito.
Peter Leithart (2007) sugiere que el comentario de Pablo en su epístola a los Corintios pudiera tener correlación con el estilo de contacto con los muertos que sigue las regulaciones mosaicas descritas en Números 19. La frase "lavados rituales por los muertos" no aparece en la literatura intertestamental, pero una idea posiblemente relacionada es la oración por los muertos que aparece en el apócrifo 2 Macabeos en la que Judas envia dinero a Jerusalén para que se hicieran oraciones a favor de soldados difuntos. Dado que la idea del Nuevo Testamento de "bautismo" (en griego baptisma), el ritual del bautismo, no se menciona en el versículo de Macabeos, se puede interpretar que el verbo baptizein se refiere bien al "lavado ritual" (en griego baptismo) o al "rito de bautismo "(griego baptisma) o simplemente una analogía entre ambos.

### Significado
En su libro Adversus Marcionem, Tertuliano dijo que la práctica aludida por Pablo en 1 Corintios 15:29 ("cualquiera que haya sido") atestiguaba que la creencia en la resurrección corporal, algo que el protagonista Marción negó, y que, de hecho, el bautizarse por los muertos significa bautizado por un cuerpo destinado finalmente a morir y luego resucitar. De manera similar, Juan Crisóstomo explicó la mención de Pablo de que las personas son "bautizadas por los muertos" como una referencia a la profesión de fe que hicieran en su propia resurrección futura antes de ser bautizados. Algunos interpretan "se bautizan por los muertos" como una metáfora de martirio, tal como ocurre en Marcos 10:38 y Lucas 12:50 el bautismo es una metáfora del sufrimiento o martirio de Cristo; en consecuencia, se traduciría a Pablo como "ser bautizados con miras a la muerte". En esta interpretación, la frase está íntimamente ligada a lo que Pablo dice inmediatamente después, sobre el sufrimiento que él mismo afronta y está capacitado para soportar precisamente por su fe en la resurrección. Esta interpretación es similar a la de Juan Crisóstomo.
Otros interpretan la frase como una referencia al simple bautismo de un individuo. El teólogo Martín Lutero lo consideró como una práctica generalizada de ser bautizado "sobre" las tumbas de los muertos (el primero de los significados de la preposición ὑπέρ, generalmente traducida en este pasaje como por). Juan Calvino lo vio como una referencia a ser bautizado cuando la persona estaba cerca de la muerte. Sin embargo, otra interpretación considera que la frase se refiere al bautismo vicario en nombre de los muertos realizado con la creencia de que los muertos se beneficiarían de ello de alguna manera. Esta creencia se presenta como la razón por la cual, cuando Pablo compara la experiencia de los corintios con la de los israelitas al cruzar el Mar Rojo y ser alimentados con maná, Pablo insiste en que a los israelitas no se les impidió pecar.
El Diccionario Bíblico de Tyndale alega que Pablo probablemente no aprobó la práctica del bautismo por los muertos. En la semántica, hace alusión a que Pablo se refiere a los practicantes del bautismo por los muertos como "ellos" y no como "ustedes" (los cristianos corintios a quienes escribió). La nota a pie de página de la Nueva Biblia Católica Americana es más cautelosa, pues explica que "esta práctica no se explica con más detalle aquí, ni se menciona necesariamente con aprobación, pero Pablo la cita como algo en su experiencia que da fe de su creencia en la resurrección". Este enfoque concuerda con lo que escribió Tertuliano en el año 207 o 208, cuando dijo que el único objetivo de Pablo al aludir a la práctica del bautismo por los muertos, "cualquiera que haya sido", era para insistir con mayor firmeza en la resurrección del cuerpo, "por cuanto los que en vano se bautizaron por los muertos recurrieron a esa práctica por creer en dicha resurrección". Tertuliano, al igual que Ireneo, aceptaba el Libro del Pastor de Hermas (a quien Pablo saludaba en Romanos 16) como canónico donde se expone la predicación a los espíritus muertos con la finalidad de guiarlos el bautismo como sello de la predicación.: 105 

## Santos de los Últimos Días

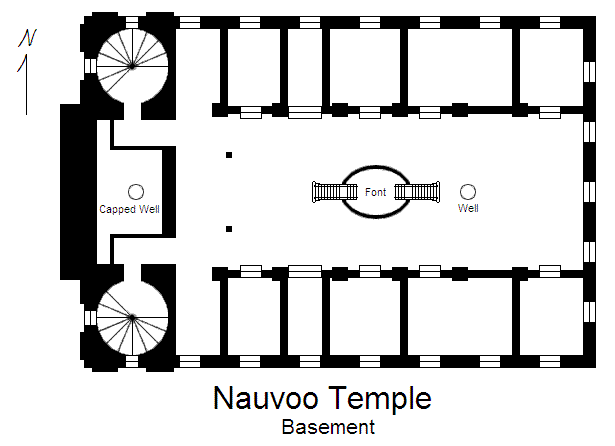
Plano del sótano del Templo de Nauvoo. El sótano del templo se utilizó como baptisterio, conteniendo una gran pila bautismal en el centro de la sala principal.

Los ritos restauracionistas son los que mayormente practican el bautismo por los muertos en la actualidad.: 88  El Movimiento de los Santos de los Últimos Días expone que el origen de la práctica del bautismo por los muertos se remonta a su fundador y profeta Joseph Smith. Smith enseñó públicamente por primera vez la doctrina en el sermón fúnebre de un miembro fallecido de su iglesia, Seymour Brunson. En una carta escrita el 19 de octubre de 1840 al Cuórum de los Doce Apóstoles de la iglesia, en ese entonces enviados a una misión en el Reino Unido, Smith se refiere al pasaje en 1 Corintios 15:29. La Iglesia SUD enseña que realizar bautismos por los muertos permite que este rito salvador se ofrezca a favor de aquellos que han fallecido sin haber recibido el bautismo. Se enseña que este es el método por el cual todos los que han vivido sobre la tierra tendrán la oportunidad de ser bautizados y, de ese modo, entrar en el Reino de Dios.
El bautismo por los muertos forma parte de la doctrina SUD sobre la redención de los muertos. El rito bautismal vicario viene asociado a la creencia de que los fallecidos existen en una dimensión conocida como mundo de los espíritus, donde tienen la posibilidad de aceptar el evangelio de Jesucristo si no lo han hecho en vida. Entre otras referencias bíblicas, los Santos de los Últimos Días citan las declaraciones de Pedro de que Jesús predicó a los espíritus de los muertos como evidencia de que Dios en su justicia brinda una oportunidad para que el difunto escuche y acepte el evangelio, si no han tenido esa oportunidad en la vida terrenal. Tal como afirmó Pedro en Hechos 2:37–38, después de la aceptación del evangelio el siguiente paso es el bautismo para la remisión de los pecados, el cual "ahora también nos salva".
La Iglesia SUD enseña que aquellos en el más allá que han sido bautizados de manera vicaria son libres de aceptar o rechazar el rito celebrado en su nombre, de modo que éste no es vinculante si esa persona elige rechazarlo en el mundo de los espíritus. Cualquier miembro de la Iglesia SUD, hombre o mujer, que cuente al menos 11 años de edad y tenga una recomendación vigente para entrar en un templo SUD puede actuar como representante en este rito. Los varones que efectúan el bautismo por los muertos también deben estar ordenados al sacerdocio. Los hombres actúan como representantes de varones fallecidos y las mujeres como representantes de las mujeres fallecidas. Algunos miembros de la Iglesia SUD comparan el concepto de un apoderado espiritual con la creencia de que Jesús actuó como representante de todos los seres humanos cuando expió los pecados del mundo.
Históricamente, solo los hombres adultos ordenados sacerdotes de Melquisedec que se habían sometido a los ritos de investidura podían bautizar a otros como representantes de los muertos. En 2017 esta política se modificó para permitir que los jóvenes que tienen el oficio de presbítero del sacerdocio aarónico, generalmente entre los 15 y los 18 años, oficien en los bautismos por los muertos.

### Historia familiar y genealogía

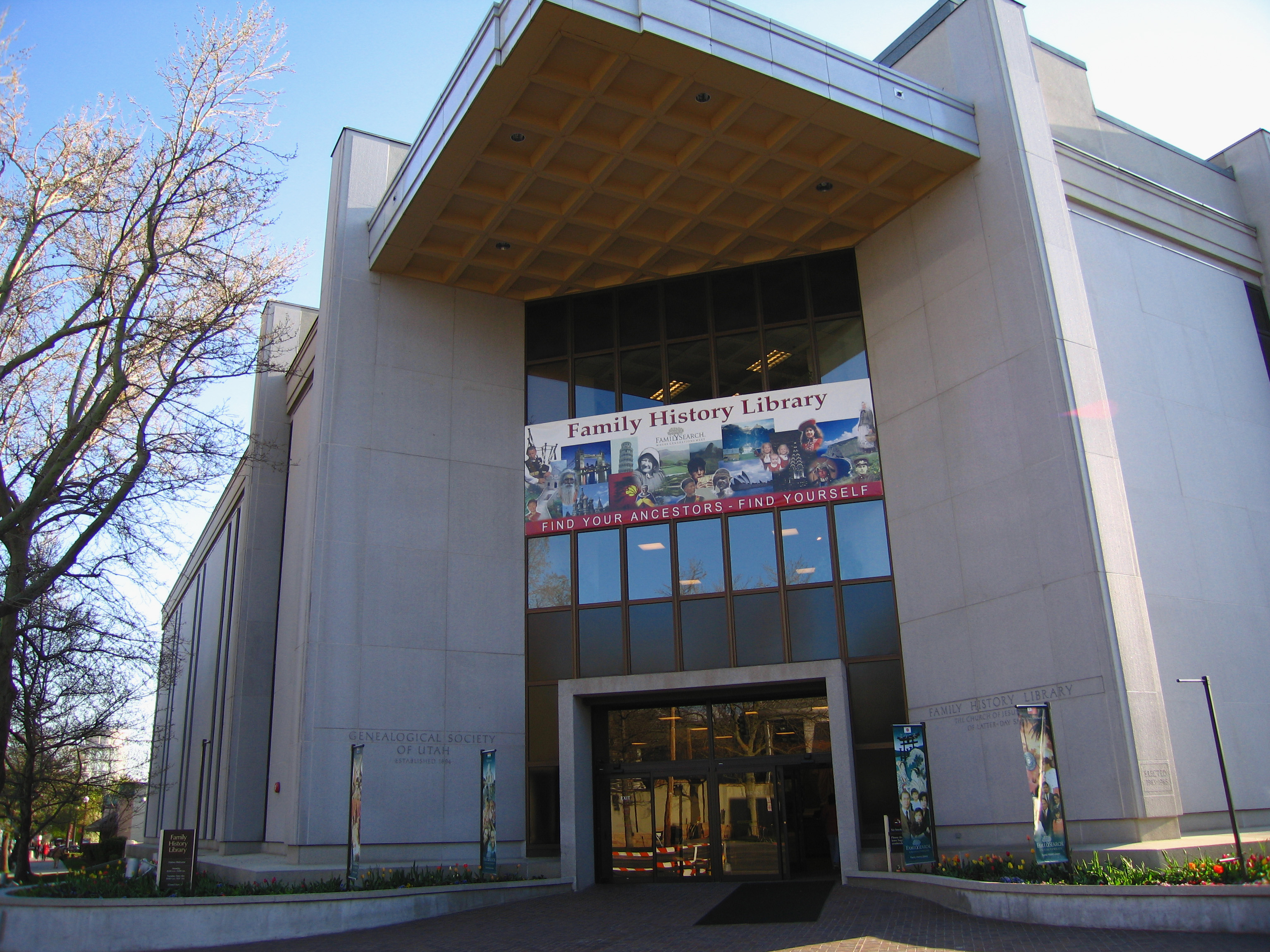
Biblioteca de Historia Familiar en Salt Lake City, Utah.

Basándose en su creencia de que todas las personas deben seguir a Jesucristo, la Iglesia SUD  anima a sus miembros a investigar su genealogía e historia familiar  con la finalidad de identificar a los antepasados aún no bautizados. Esta investigación genealógica se utiliza como base para que la iglesia lleve a cabo el rito del bautismo para tantas personas fallecidas como sea posible.
Si bien los miembros de la Iglesia SUD consideran que el bautismo vicario por los difuntos constituye un gran servicio, muchas personas que no pertenecen a esta iglesia se han sentido ofendidas por esta práctica, por lo cual la iglesia ha publicado una política general de realizar estos ritos solo para familiares directos de miembros de la iglesia. En consecuencia, está eliminando de su Índice Genealógico Internacional (IGI) nombres sensibles, como por ejemplo las víctimas judías del Holocausto. La Iglesia SUD mantiene registros de los bautismos realizados por las personas fallecidas; sin embargo, FamilySearch, una aplicación web para acceder a las bases de datos genealógicas de la iglesia, solo muestra información sobre dichos ritos a los miembros registrados de la Iglesia SUD, y quienes no son miembros no tienen acceso a ella.

### Baptisterio
El primer bautismo del que se tiene registro tuvo lugar en el río Misisipi cuando el pionero mormón Harvey Olmstead bautizó a Jane Neyman a favor de su hijo Cyrus, quien había fallecido recientemente. El bautismo fue atestiguado por Vienna Jacques, que se había adentrado en el río a caballo para alcanzar oír la oración de Olmstead. Aun cuando los primeros bautismos por los muertos del siglo 19 ocurrieron en ríos y arrollos sin mayor ceremonia en los alrededores de la ciudad de Nauvoo, los bautismos en el presente ocurren solo en templos de la iglesia. El primer baptisterio SUD fue construido antes de la dedicación del templo de Nauvoo, hecho de madera y ubicado en su planta baja. Todos los templos construidos y operados por la Iglesia de Jesucristo de los Santos de los Últimos Días vienen dotados de una pila bautismal dedicada exculsivamente para realizar bautismos por personas ya fallecidas. Las capillas y centros de reuniones de la iglesia suelen tener pilas bautismales usadas solo para conversos vivos. Estas pilas bautismales de las capillas suelen ser rectangulares ubicados en un extremo del salón bautismal con un espejo inclinado en la pared posterior de la pila para mejor observar el rito. Una cortina suele cerrar el baptisterio para que el salón pueda ser usado para clases dominicales. La pila bautismal de los templos ocupa el centro del salón bautismal, el cual no es usado para otro uso que no sea bautismos por los muertos. La pila bautismal suele ser redonda y descansa sobre el lomo de doce bueyes cada uno en representación de una de las doce tribus de Israel. La representación es similar al Mar de Bronce del templo de Salomón, igualmente sostenida por doce bueyes y usada para ritos de lavados. El baptisterio de los templos SUD suele estar ubicado en el subsuelo, siguiendo las instrucciones dadas por su fundador para la construcción del Templo de la ciudad de Nauvoo, el segundo templo restauracionista:

Por consiguiente, se instituyó la pila bautismal como una semejanza del sepulcro, y se mandó colocar debajo del lugar donde los vivos suelen congregarse, para representar a los vivos y a los muertos, y para que todas las cosas tengan su semejanza, y para que concuerden unas con otras; lo terrenal correspondiendo a lo celestial.
Doctrina y Convenios 13:13

### Polémica
Los fieles de la Iglesia SUD  han celebrado bautismos vicarios en nombre de un buen número de personas famosas, incluidos personajes históricos como Cristóbal Colón, los padres fundadores de los Estados Unidos, presidentes de EE. UU., la mayoría de los papas católicos, Juana de Arco, Buda Gautama, Adolf Hitler, Gengis Kan y Iósif Stalin. Algunos supervivientes judíos del Holocausto y algunas organizaciones judías se han opuesto a esta práctica.
Desde principios de la década de 1990, la Iglesia SUD ha instado a los miembros a enviar solo los nombres de sus propios antepasados para realizar los ritos póstumos, y a solicitar el permiso de los familiares supervivientes directos de las personas que han fallecido en los últimos 95 años, lo que llevó a eliminar de los registros de la iglesia a cientos de miles de nombres incorrectamente informados por no obedecer esta política. En vista de la privacidad y sensibilidad religiosa de las víctimas del holocausto, la iglesia ha eliminado de sus registros genalógicos públicos cientos de miles de nombres considerados sensibles.
A pesar de estas pautas, algunos miembros de la iglesia persisten en enviar nombres sin el permiso adecuado. En diciembre de 2002 se publicó un informe que mostraba que, con posterioridad a la promesa de 1995 por parte de la iglesia de eliminar a las víctimas judías del Holocausto de su Índice Genealógico Internacional, dicha base de datos aún incluía los nombres de aproximadamente 19.000 personas que tenían entre un 40 y un 50 % de posibilidades de ser víctimas del Holocausto ... en Rusia, Polonia, Francia y Austria. Otro informe basado en el Índice Genealógico Internacional descubrió que varios judíos bien conocidos, incluidos Maimónides, Albert Einstein e Irving Berlin, habían sido bautizados de manera vicaria sin contar con el permiso de sus familiares directos. En respuesta a estos informes, un funcionario de la iglesia declaró a The New York Times que la iglesia gastaba cuantiosas cantidades de recursos para intentar purgar los nombres enviados incorrectamente, pero que no era factible esperar que pudiera encontrarlos todos, y que el acuerdo de1995 no los hacía responsables hasta ese punto.
Grupos judíos, incluido el Centro Simon Wiesenthal, se pronunciaron contra el bautismo vicario de los perpetradores y víctimas del Holocausto a mediados de la década de 1990 y nuevamente en la década de 2000, cuando descubrieron que continuaba dicha práctica, que consideran ofensiva tanto para los vivos como para los fallecidos. El Centro Simon Wiesenthal se quejó de que figuras infames como Adolf Hitler y Eva Braun aún aparecían en los registros genealógicos SUD. En el año 2008, el Encuentro Estadounidense de Supervivientes Judíos del Holocausto anunció que, dado que los miembros de la iglesia habían violado repetidamente acuerdos anteriores, ya no negociaría con la iglesia para tratar de prevenir el bautismo vicario. Hablando en el aniversario de la Kristallnacht, un superviviente del Holocausto que informó sobre los Juicios de Núremberg, hablando como presidente honorario del Encuentro Estadounidense de Supervivientes del Holocausto declaró que la Iglesia SUD había violado repetidamente sus acuerdos, y que las conversaciones con los líderes de la iglesia habían terminado. Los grupos judíos, dijo, ahora acudirían al tribunal de la opinión pública en busca de justicia. El discursante afirmó que esta práctica era una revisión de la historia que les hacía el juego a quienes niegan el Holocausto: "Dicen que no han alterado la condición de judíos de mis padres, pero ¿cómo pueden garantizar que, dentro de cien años, mi padre y mi madre, que en gloria estén, que vivieron como judíos y fueron brutalmente asesinados sólo por ser judíos, no se considerarán víctimas mormonas del Holocausto?".
En respuesta a estas y otras quejas, los funcionarios de la iglesia declararon que la iglesia no enseña que los bautismos póstumos coaccionan a las personas fallecidas a convertirse en mormones, y que la iglesia no agrega esos nombres a su lista de miembros. Declararon asimismo que, obedeciendo el acuerdo de 1995, han eliminado más de 300.000 nombres de víctimas judías del Holocausto de sus bases de datos, así como nombres identificados por grupos judíos. Las autoridades generales de la iglesia informaron en 2008 que habían desarrollado una nueva versión de la aplicación FamilySearch en un esfuerzo por evitar la presentación de nombres de víctimas del Holocausto para ser bautizadas vicariamente.
En febrero de 2012, la polémica volvió a surgir cuando se supo que los padres de Simon Wiesenthal, el superviviente del Holocausto, cazanazis y defensor de los derechos judíos, se habían agregado a la base de datos de las almas bautizadas en los templos. Poco después, se anunció que Ana Frank había sido bautizada de manera vicaria por novena vez, en el Templo de Santo Domingo (República Dominicana).